# تلين لويحي
التليُّن اللويحي أو البقع الرخوة المثانية، حالة التهابية نادرة تتميز بوجود حطاطة أو لويحة أو تقرح يصيب عادةً الجهاز البولي التناسلي. ومع ذلك، قد تصيب أعضاء الجسم الأخرى. وُصف المرض لأول مرة في أوائل القرن العشرين على أنه لويحات صفراء ناعمة على الغشاء المخاطي للمثانة، أما مجهرياً وُجدت المنسجات الرغوية (خلايا فون هانزمان) مع خلايا دم بيضاء (أجسام مايكل -غوتمان).

## الأسباب
يُعتقد أن التليُّن اللويحي ناتج عن عدم كفاية قتل الجراثيم بواسطة البلاعم. لذلك، تتراكم هذه الجراثيم المهضومة جزئيًا في البلاعم وتؤدي إلى ترسب الحديد والكالسيوم. يتجلى ضعف القضاء على الجراثيم بظهور قرحة أو لويحة أو حطاطة. يرتبط التليُّن اللويحي بالمرضى مثبطي المناعة بسبب سرطان الغدد الليمفاوية أو داء السكري أو زرع الكلى أو نتيجة العلاج طويل الأمد بالكورتيكوستيروئيدات الجهازية.

## التشخيص
نظرًا لأن التليُّن اللويحي هو حالة مرتبطة بعدوى الجهاز البولي المزمنة، فعادةً ما يتظاهر كالتهاب مثانة. قد تساعد الاستقصاءات التالية في تشخيص الإصابة:
- تحليل البول: الذي يبيّن وجود الجراثيم وخلايا الدم البيضاء.
- زرع البول.
- تنظير المثانة: يؤكد وجود قرحة أو حطاطة.
- خزعة: لاستبعاد الأسباب الأخرى.
- وجود خلايا عملاقة كبيرة متعددة النوى تسمى أجسام مايكل-غوتمان في الفحص المجهري.

## العلاج
تشمل العلاجات المتاحة وضع القسطرة للشخص المصاب مع أخذ احتياطات التعقيم كاملة.  بالإضافة إلى ذلك، يمكن تطبيق غسيل المثانة ثلاث مرات يوميًا بقسطرة فولي الثلاثية واستخدام المطهرات البولية، مثل: فينازوبيريدين للمساعدة في تخفيف الأعراض البولية. يمكن أيضًا استخدام المضادات الحيوية، مثل تريميثوبريم/سلفاميثوكسازول أو سيبروفلوكساسين.